# Karobelah
Karobelah is een bestuurslaag in het regentschap Jombang van de provincie Oost-Java, Indonesië. Karobelah telt 4111 inwoners (volkstelling 2010).